# Julia Roberts
Ne doit pas être confondu avec Juliet Roberts.
Pour les articles homonymes, voir Julia et Roberts.
Julia Roberts [ˈdʒuːliə ˈɹɒbɚt͡s]), née le 28 octobre 1967 à Smyrna (Géorgie) aux États-Unis, est une actrice et productrice américaine.
Elle est révélée par la populaire comédie romantique Pretty Woman (1990) et devient une star planétaire. Elle obtient la consécration internationale en 2001 en recevant l'Oscar de la meilleure actrice pour son rôle dans le film Erin Brockovich, seule contre tous. Elle est à cette période une des actrices les mieux payées de Hollywood.

## Biographie

### Naissance et famille
Julia Fiona Roberts est née en 1967, en Géorgie (États-Unis). Son père est Walter Grady Roberts (1933-1977) et sa mère est Betty Lou Bredemus (1934-2015), d'ascendance luxembourgeoise. Ses parents dirigent un atelier théâtral.
Son frère, Eric Roberts, sa sœur, Lisa Roberts Gillan et sa nièce, Emma Roberts, sont également acteurs. Elle avait une demi-sœur, Nancy Motes (1976-2014).

## Carrière

### Années 1990: révélation
Julia Fiona Roberts fait ses premières apparitions dans des téléfilms, dans des spots publicitaires, puis fait ses débuts au cinéma en 1986, sous la direction de Peter Masterson, dans le thriller Un fusil pour l'honneur, dans lequel elle tient un petit rôle, qui sort dans les salles américaines trois années plus tard.
Entre-temps, elle est devenue une jeune vedette, grâce à deux œuvres remarquées : en 1988, la comédie dramatique Mystic Pizza, de Donald Petrie, est déjà un joli succès critique et commercial. Elle fait partie du casting de femmes réunies par Herbert Ross dans la comédie dramatique Potins de femmes, un autre succès. Elle se distingue parmi de ces grandes actrices, en étant citée aux Oscars et remporte un Golden Globe.

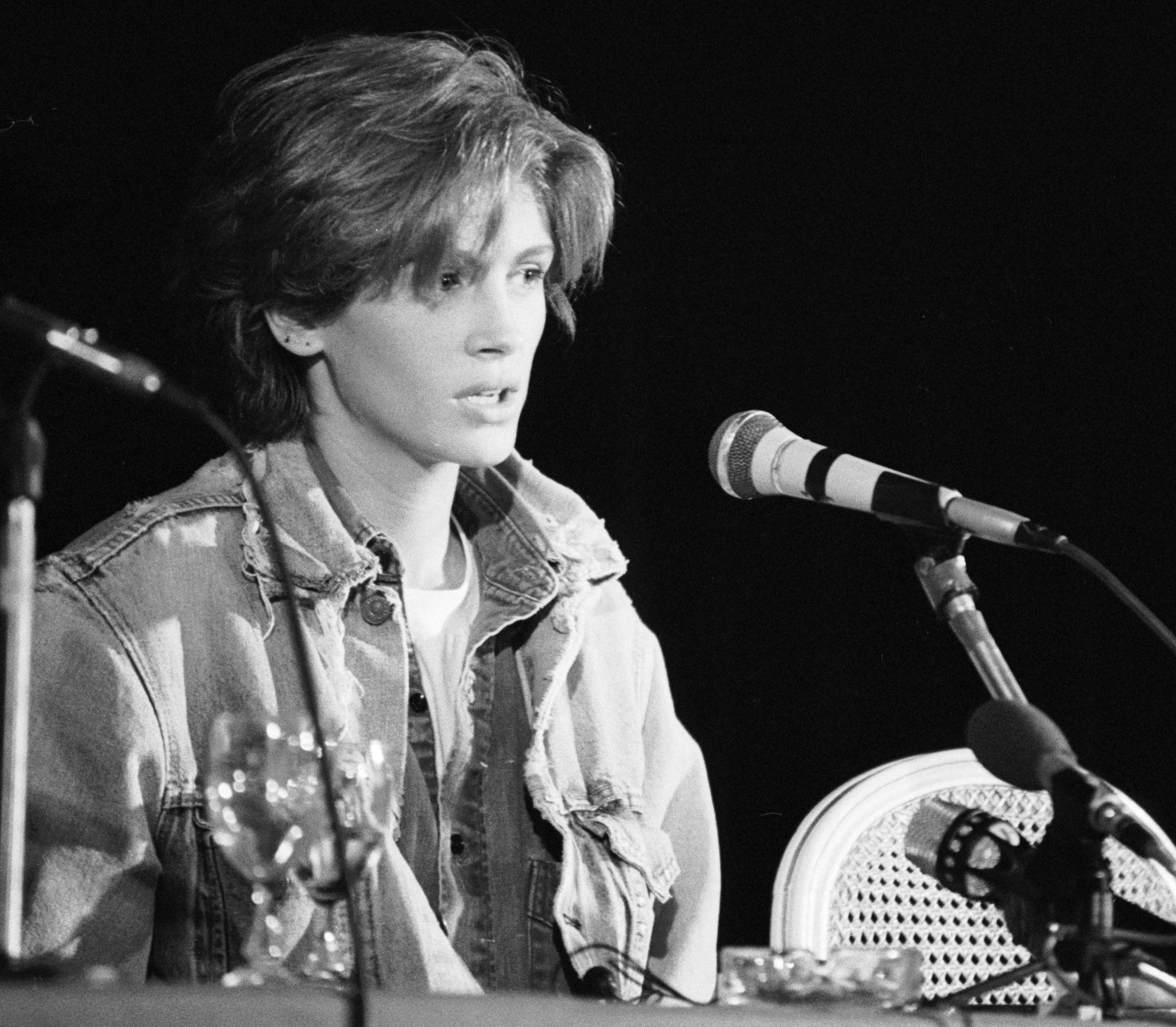
Julia Roberts au festival du cinéma américain de Deauville 1990.

En 1990, elle la révèle au grand public et elle accède au statut de star grâce au rôle principal de Pretty Woman, comédie dramatique de Garry Marshall, qui remporte un succès critique et commercial mondial. Elle est nommée à l'Oscar de la meilleure actrice pour la première fois, et son couple de fiction avec Richard Gere devient mythique.
Elle enchaîne avec une série de films aux retours critiques parfois négatifs, qui confirment sa popularité au box-office : elle s'aventure dans le cinéma fantastique avec L'Expérience interdite de Joel Schumacher, qui la dirige de nouveau dans le drame avec Le Choix d'aimer.
Elle aborde également le thriller psychologique avec Les Nuits avec mon ennemi, puis prête ses traits à la malicieuse fée Clochette dans le blockbuster intitulé Hook, de Steven Spielberg, en 1991.
En 1993 elle s'impose comme valeur sûre, en interprétant le premier rôle féminin du thriller politique L'Affaire Pélican, de Alan J. Pakula, où elle joue aux côtés d'une autre star fameuse, Denzel Washington.
Suivent une série d'autres projets, beaucoup plus mineurs : les comédies romantiques Les Complices en 1994, avec Nick Nolte, puis Amour et Mensonges, de Lasse Hallström, en 1995, avec Dennis Quaid. Elle fait partie du casting de stars dans la satire Prêt-à-porter, écrite, produite et réalisée par Robert Altman.
Elle tente de s'imposer dans le registre dramatique en 1996 : elle est dirigée par Stephen Frears dans le mélodrame Mary Reilly, où elle joue la servante du Docteur Jekyll ; puis tient un rôle secondaire dans le biopic historique Michael Collins, de Neil Jordan ; et fait de nouveau partie d'un casting de stars pour la comédie musicale Tout le monde dit I love you, écrite et réalisée par Woody Allen. Ces deux films lui permettent de renouer avec la critique.
Elle revient à son genre de prédilection en 1997 pour la comédie romantique Le Mariage de mon meilleur ami, de P.J. Hogan, où elle s'éloigne du personnage de l'héroïne lisse et sans aspérité, en compagnie de Cameron Diaz et Rupert Everett. Ce succès l'a conduite à enchaîner dans ce registre : en 1999, elle participe ainsi à Coup de foudre à Notting Hill, de Roger Michell, où elle joue de son image en incarnant une star qui tombe sous le charme d'un libraire londonien interprété par Hugh Grant ; puis elle retrouve Garry Marshall et Richard Gere pour une fausse suite de leur succès passé, Just Married (ou presque), qui est accueilli très fraîchement.
Entre-temps, elle partage l'affiche du thriller politique Complots, de Richard Donner, avec Mel Gibson, en 1997 ; et le mélodrame Ma meilleure ennemie, de Chris Columbus, en 1998, aux faibles succès.

### Années 2000: consécration

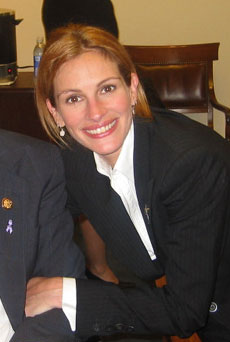
L'actrice en mai 2002.

Les années 2000 lui permettent d'enchaîner plusieurs projets remarqués, placées sous le sceau de sa collaboration avec le cinéaste Steven Soderbergh et avec l'acteur George Clooney.
Le coup d'envoi est donné avec le biopic Erin Brockovich, seule contre tous, un énorme succès critique et commercial, qui mise énormément sur son aura de star Il lui permet d'exprimer un jeu réussi, misant tant sur son humour que sur son charisme naturel. Une interprétation saluée par l'Oscar de la meilleure actrice, une dizaine d'années après sa première nomination.
En 2001, Soderbergh la dirige de nouveau dans le film de casse Ocean's Eleven, où elle joue la seule femme d'un casting quatre étoiles dominé par George Clooney, par Brad Pitt ainsi que par un jeune : Matt Damon.
La même année, elle partage l'affiche de la comédie d'action Le Mexicain, de Gore Verbinski, avec Brad Pitt, qui divise la critique ; puis celle de la satire légère Couple de stars, avec Catherine Zeta-Jones et Billy Crystal, où elle joue les vilains petits canards.
Elle retrouve Steven Soderbergh pour deux autres films : la comédie Full Frontal en 2002 et la suite Ocean's Twelve, en 2004. Deux films qui misent sur son aura de star, puisque dans ce dernier, son personnage de Tess Ocean s'avère être une escroc qui profite d'être le sosie de l'actrice Julia Roberts. Elle y joue aussi aux côtés de Catherine Zeta-Jones.
George Clooney lui confie un rôle dans son acclamé premier long-métrage en tant que réalisateur en 2002, la comédie dramatique Confessions d'un homme dangereux.
La suite des années 2000 lui permet de renouer avec des rôles plus ambitieux : en 2003, elle mène un casting de jeunes actrices montantes - Kirsten Dunst, Julia Stiles, Maggie Gyllenhaal et Ginnifer Goodwin - dans le drame Le Sourire de Mona Lisa, de Mike Newell, qui reçoit des critiques partagées.
Ses deux collaborations avec Mike Nichols sont acclamées par la critique ainsi que par le public : en 2004, en jouant l'un des deux principaux rôles féminins du drame sentimental Closer, entre adultes consentants, et en 2008, en donnant la réplique à Tom Hanks dans la comédie dramatique politique La Guerre selon Charlie Wilson.
En 2008, le drame au casting quatre étoiles, Fireflies in the Garden, est un échec critique et commercial. En 2009, son tandem formé avec Clive Owen dans la romance d'espionnage Duplicity, de Tony Gilroy, lui permet de renouer avec la fibre légère et élégante de Soderbergh.
À la fin de la même année, elle devient l'une des égéries de Lancôme.

### Années 2010-2020: films récents

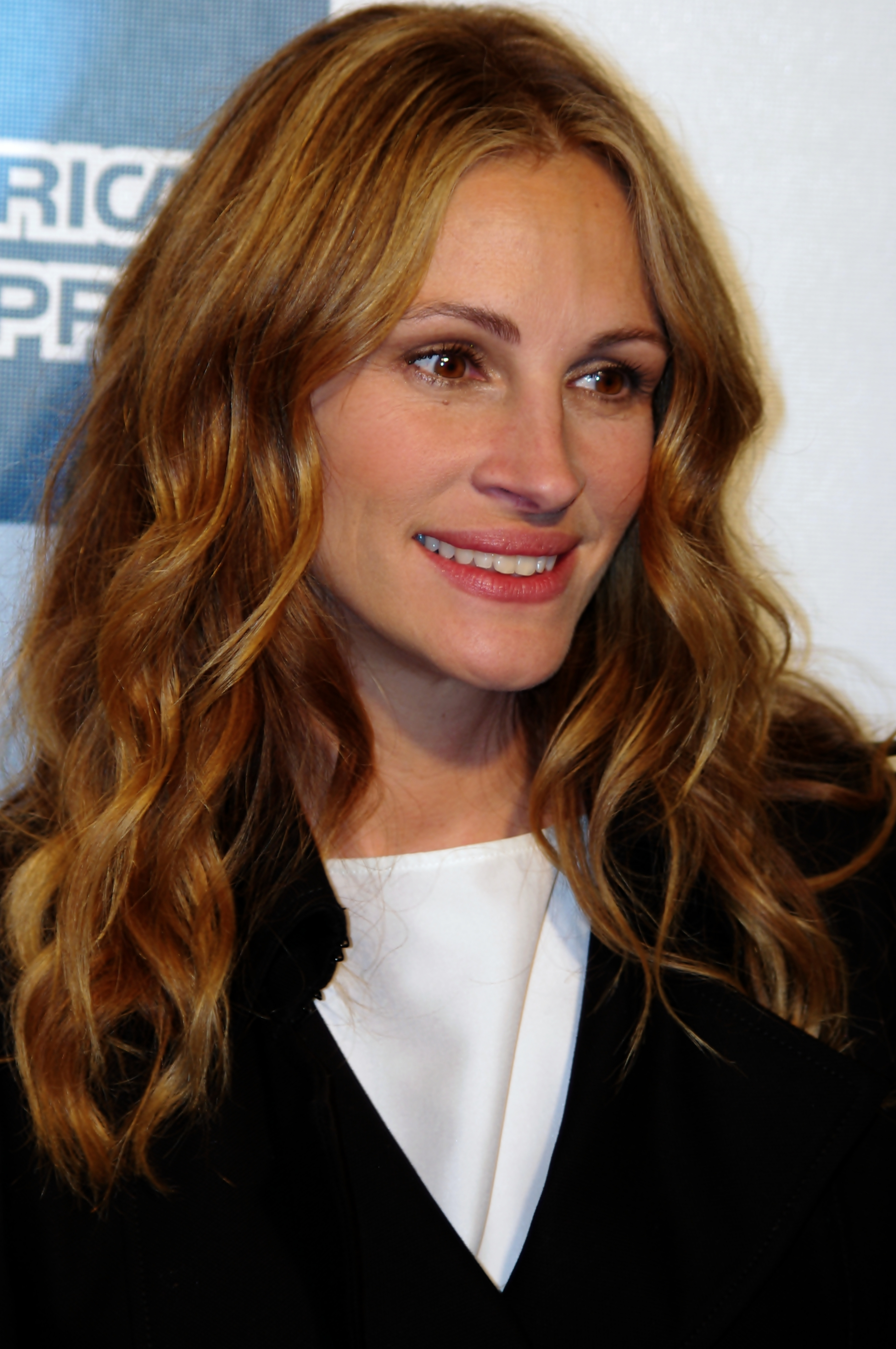
Au Tribeca Film Festival, en 2011.

Les années 2010 sont marquées par la succession d'œuvres mineures : ses retrouvailles avec Garry Marshall pour le premier opus de sa trilogie de comédies romantiques chorales, Valentine's Day, sont rentables au box-office.
Sa collaboration avec Ryan Murphy lui permet de mener des productions capitalisant sur son aura. En 2010, elle tourne dans la comédie romantique initiatique Mange, prie, aime qui rencontre un succès commercial. Puis, en 2014, le téléfilm The Normal Heart lui permet de renouer avec un rôle dramatique fort à travers son interprétation de la docteure Emme Brookner confrontée au prémices du SIDA, inspirée de Linda Laubenstein,.
En 2011, elle donne la réplique à Tom Hanks dans son deuxième essai en tant que réalisateur, la comédie dramatique Il n'est jamais trop tard. Le 3 juin 2011, elle obtient le rôle principal dans le film indépendant Amour, Mariage et Petits Tracas aux côtés de Kellan Lutz, Jane Seymour, James Brolin, Alexis Denisof, Alyson Hannigan, Christopher Lloyd ou encore Mandy Moore. Le film, sorti dans très peu de salles aux États-Unis, reçoit des critiques négatives et est un échec au box office, en récoltant moins de deux millions de dollars de recettes. En 2012 elle joue pour la première fois une méchante dans la grosse production Blanche-Neige, de Tarsem Singh : la belle-mère Clémentine. Les trois projets reçoivent des critiques plutôt négatives.
En 2014, elle donne la réplique à Meryl Streep dans le mélodrame au casting quatre étoiles, Un été à Osage County, de John Wells, qui lui permet de décrocher une nomination à l'Oscar, dans la catégorie « meilleur second rôle ».
En 2015, le drame Aux yeux de tous de Billy Ray, passe inaperçu et elle retrouve Garry Marshall pour le dernier chapitre de sa trilogie, Joyeuse fête des mères, aux côtés de Jennifer Aniston, dont la sortie est prévue pour la fête éponyme, en 2016.
Lors du Festival de Cannes 2016, elle monte les marches pour la première fois de sa carrière, présentant hors compétition le film de Jodie Foster Money Monster, aux côtés de George Clooney.
En 2017, elle participe à l'émission de survie En pleine nature avec Bear Grylls au Kenya, pour notamment y apporter des vaccins. Des personnalités comme Kate Winslet, Michelle Rodriguez, Ben Stiller ou encore l'ancien Président des États-Unis Barack Obama ont participé avant elle. La même année, elle prête sa voix à l'un des personnages dans le film d'animation Les Schtroumpfs et le Village perdu.
Plutôt rare à la télévision, l'actrice accepte en 2018 de jouer le rôle titre de la série télévisée Homecoming, distribuée par Amazon Video. Incursion remarquée et saluée par la profession, puisqu'elle décroche une citation pour le Golden Globe de la meilleure actrice dans une série télévisée dramatique.
En 2022, elle incarne Martha Mitchell dans la mini-série Gaslit, centrée sur le scandale du Watergate.
Aux César 2025, elle reçoit un César d'honneur pour l'ensemble de sa carrière.

## Vie privée

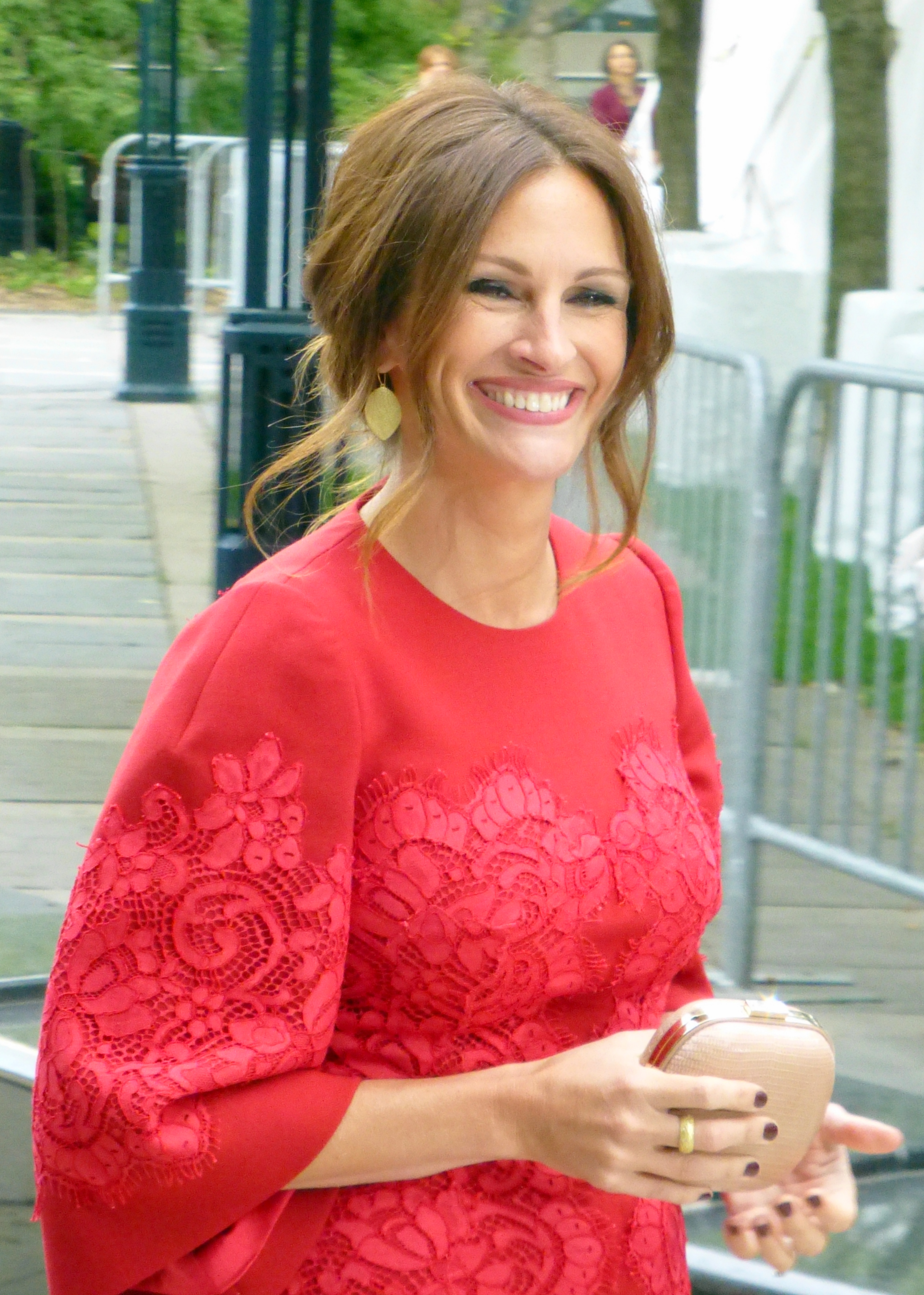
Au Festival du Film de Toronto 2013, pour la première de Un été à Osage County.

En 1987, à l'âge de dix-neuf ans, elle fréquente l'acteur Liam Neeson, âgé de trente-cinq ans à l'époque, qu'elle a rencontré sur le tournage du film, Satisfaction. Ils emménagent ensemble à Venice, un quartier de Los Angeles. Leur relation dure peu de temps, quelques mois.
En 1989, elle fréquente brièvement l'acteur américain Dylan McDermott. En novembre 1989, elle entame une relation avec l'acteur Kiefer Sutherland - avec qui elle s'est fiancée en août 1990. Ils rompent leurs fiançailles en juin 1991, quelques jours avant leur mariage.
En juin 1991, peu après l'annulation de son mariage avec Kiefer Sutherland, il est annoncé que Julia est en couple avec l'acteur américain Jason Patric,. Leur relation s'achève en mars 1993.
En 1993, Julia épouse le chanteur de country Lyle Lovett, après quelques semaines de relation. C'est son premier mariage. Ils divorcent à l'amiable en 1995, au terme de 21 mois de mariage. Entre 1995 et 1996, elle fréquente l'acteur américano-canadien Matthew Perry. 
Elle a ensuite été en couple avec l'acteur américain Benjamin Bratt, de 1998 à 2001; là aussi elle apparaît dans un épisode de la série de son conjoint, New York, police judiciaire.
Depuis 2001, Julia est la compagne du directeur de la photographie américain Daniel Moder - qu'elle épouse le 4 juillet 2002 à Taos, au Nouveau-Mexique. Ensemble, ils ont trois enfants : des faux jumeaux, Hazel Patricia Moder et Phinnaeus « Finn » Walter Moder (nés le 28 novembre 2004) et un garçon, Henry Daniel Moder (né le 18 juin 2007).
Lors de la campagne pour l'élection présidentielle américaine de 2016, elle soutient Hillary Clinton. Pour l'élection présidentielle américaine de 2024, elle affiche son soutien à Kamala Harris.

## Filmographie

### Cinéma

#### Années 1980
- 1987 : Firehouse (en) de J. Christian Ingvordsen : Babs
- 1988 : Satisfaction (en) de Joan Freeman : Daryle
- 1988 : Mystic Pizza de Donald Petrie : Daisy
- 1989 : Blood Red de Peter Masterson : Maria Collogero
- 1989 : Potins de femmes (Steel Magnolias) de Herbert Ross : Shelby Eatenton Latcherie

#### Années 1990
- 1990 : Pretty Woman de Garry Marshall : Vivian Ward
- 1990 : L'Expérience interdite (Flatliners) de Joel Schumacher : Dr Rachel Mannus
- 1991 : Les Nuits avec mon ennemi (Sleeping with the Enemy) de Joseph Ruben : Laura Burney
- 1991 : Le Choix d'aimer (Dying Young) de Joel Schumacher : Hilary O'Neil
- 1991 : Hook ou la Revanche du capitaine Crochet (Hook) de Steven Spielberg : la Fée Clochette
- 1992 : The Player de Robert Altman : elle-même
- 1993 : L'Affaire Pélican (The Pelican Brief) de Alan J. Pakula : Darby Shaw
- 1994 : Les Complices (I Love Trouble) de Charles Shyer : Sabrina Peterson
- 1994 : Prêt-à-porter de Robert Altman : Anne Eisenhower
- 1995 : Amour et Mensonges (Something to Talk About) de Lasse Hallström : Grace King Bichon
- 1996 : Mary Reilly de Stephen Frears : Mary Reilly
- 1996 : Michael Collins de Neil Jordan : Kitty Kiernan
- 1996 : Tout le monde dit I love you (Everyone Says I Love You) de Woody Allen : Von
- 1997 : Le Mariage de mon meilleur ami (My Best Friend's Wedding) de P.J. Hogan : Julianne Potter
- 1997 : Complots (Conspiracy Theory) de Richard Donner : Alice Sutton
- 1998 : Ma meilleure ennemie (Stepmom) de Chris Columbus : Isabel Kelly
- 1999 : Coup de foudre à Notting Hill (Notting Hill) de Roger Michell : Anna Scott
- 1999 : Just Married (ou presque) (Runaway Bride) de Garry Marshall : Maggie Carpenter

#### Années 2000
- 2000 : Erin Brockovich, seule contre tous (Erin Brockovich) de Steven Soderbergh : Erin Brockovich
- 2001 : Le Mexicain (The Mexican) de Gore Verbinski : Samantha Barzel
- 2001 : Couple de stars (America's Sweethearts) de Joe Roth : Kathleen "Kiki" Harrison
- 2001 : Ocean's Eleven de Steven Soderbergh : Tess Ocean
- 2002 : Grand Champion (en) de Barry Tubb : Jolene
- 2002 : Full Frontal de Steven Soderbergh : Francesca / Catherine
- 2002 : Confessions d'un homme dangereux (Confessions of a Dangerous Mind) de George Clooney : Patricia Watson
- 2003 : Le Sourire de Mona Lisa (Mona Lisa Smile) de Mike Newell : Katherine Ann Watson
- 2004 : Closer, entre adultes consentants (Closer) de Mike Nichols : Anna
- 2004 : Ocean's Twelve de Steven Soderbergh : Tess Ocean
- 2006 : Lucas, fourmi malgré lui (The Ant Bully) de John A. Davis : Hova (voix)
- 2006 : Le Petit Monde de Charlotte (Charlotte's Web) de Gary Winick : Charlotte, l'araignée (voix)
- 2007 : La Guerre selon Charlie Wilson (Charlie Wilson's War) de Mike Nichols : Joanne Herring
- 2008 : Fireflies in the Garden de Dennis Lee : Lisa
- 2009 : Duplicity de Tony Gilroy : Claire Stenwick

#### Années 2010
- 2010 : Valentine's Day de Garry Marshall : Kate Hazeltine
- 2010 : Mange, prie, aime (Eat Pray Love) de Ryan Murphy : Liz Gilbert
- 2011 : Il n'est jamais trop tard (Larry Crowne) de Tom Hanks : Mercedes Tainot
- 2011 : Amour, Mariage et Petits Tracas (Love, Wedding, Marriage) de Dermot Mulroney : La thérapeute d'Ava (voix)
- 2012 : Blanche-Neige (Mirror Mirror) de Tarsem Singh : la Reine
- 2013 : Un été à Osage County (August: Osage County) de John Wells : Barbara Weston
- 2015 : Aux yeux de tous (Secret in Their Eyes) de Billy Ray : Jessica Cobb
- 2015 : The 1989 World Tour Live de Jonas Åkerlund : elle-même
- 2016 : Joyeuse fête des mères (Mother's Day) de Garry Marshall : Miranda Collins
- 2016 : Money Monster de Jodie Foster : Patty Fenn
- 2017 : Wonder de Stephen Chbosky : Isabel Pullman
- 2017 : Les Schtroumpfs et le Village perdu (Smurfs : The Lost Village) de Kelly Asbury : Schtroumpf Séquoïa (voix)
- 2018 : Ben is Back de Peter Hedges : Holly Burns

#### Années 2020
- 2022 : Ticket to Paradise d'Ol Parker : Georgia Cotton
- 2023 : Le Monde après nous (Leave the World Behind) de Sam Esmail : Amanda Sandford
- 2025 : After the Hunt de Luca Guadagnino

### Télévision

#### Séries télévisées
- 1987 : Les Incorruptibles de Chicago (Crime Story) : Tracy
- 1988 : Deux Flics à Miami (Miami Vice) : Polly Wheeler
- 1996 : Friends : Susie Moss
- 1999 : New York, police judiciaire (Law & Order) : Katrina Ludlow (saison 9, épisode 20)
- 2018 : Homecoming : Heidi Bergman
- 2022 : Gaslit : Martha Mitchell

#### Téléfilms
- 1988 : Viva Oklahoma (en) (Baja Oklahoma) de Bobby Roth : Candy Hutchins
- 2014 : The Normal Heart de Ryan Murphy : Dr Emma Brookner

### Productrice
- 1998 : Ma meilleure ennemie (Stepmom) (productrice exécutive)
- 2003 : Queens Supreme (série télévisée) (productrice exécutive)
- 2004 : Samantha : An American Girl Holiday (téléfilm) (productrice exécutive)
- 2005 : Felicity : Une jeune fille indépendante (téléfilm) (productrice exécutive)
- 2008 : Kit Kittredge, journaliste en herbe (Kit Kittredge : An American Girl) (productrice exécutive)
- 2011 : Extraordinary Moms (téléfilm) (productrice exécutive)
- 2012 : Jesus Henry Christ (productrice exécutive)
- 2022 : Ticket to Paradise d'Ol Parker

## Distinctions

### Décorations
- Chevalière de l'ordre des Arts et des Lettres, remis par Rachida Dati (2025)[22]

### Récompenses

#### Oscars
- 2001 : Oscar de la meilleure actrice pour Erin Brockovich, seule contre tous

#### Golden Globes
- 1990 : Golden Globe de la meilleure actrice dans un second rôle pour Potin de femmes
- 1991 : Golden Globe de la meilleure actrice dans un film musical ou une comédie pour Pretty Woman
- 2001 : Golden Globe de la meilleure actrice dans un film dramatique pour Erin Brockovich, seule contre tous

#### BAFTAs
- 2001 : BAFTA Awards de la meilleure actrice pour Erin Brockovich, seule contre tous

#### Autres
- 1989 : Young Artist Awards de la meilleure actrice pour Mystic Pizza
- 1991 : Kids' Choice Awards pour Pretty Woman
- 1991 : People's Choice Awards : Actrice de film préférée
- 1991 : ShoWest Convention : Star de l'année
- 1991 : People's Choice Awards : Actrice de film de comédie préférée
- 1992 : People's Choice Awards : Actrice de film de comédie préférée
- 1992 : People's Choice Awards : Actrice de film dramatique préférée
- 1994 : People's Choice Awards : Actrice de film dramatique préférée
- 1994 : National Board of Review de la meilleure actrice pour Prêt-à-Porter (partagé avec Marcello Mastroianni, Sophia Loren et Jean-Pierre Cassel)
- 1997 : Hasty Pudding Theatricals : Femme de l'année
- 1998 : ShoWest Convention : Star de l'année
- 1998 : Blockbuster Entertainment Awards de la meilleure actrice pour Le mariage de mon meilleur ami
- 1998 : Blockbuster Entertainment Awards de la meilleure actrice d'un film à suspense pour Complots
- 1998 : People's Choice Awards : Actrice de film préférée
- 1999 : Blockbuster Entertainment Awards : meilleure actrice dans un film dramatique pour Ma meilleure ennemie
- 2000 : People's Choice Awards : Actrice de film préférée
- 2000 : Boston Society of Film Critics Awards de la meilleure actrice pour Erin Brockovich, seule contre tous
- 2000 : Los Angeles Film Critics Association Award de la meilleure actrice pour Erin Brockovich, seule contre tous
- 2000 : San Diego Film Critics Society Awards de la meilleure actrice pour Erin Brockovich, seule contre tous (partagé avec Laura Linney pour Tu peux compter sur moi)
- 2000 : Teen Choice Awards de la meilleure actrice pour Erin Brockovich, seule contre tous
- 2000 : National Board of Review de la meilleure actrice pour Erin Brockovich, seule contre tous
- 2001 : MTV Movie Awards de la meilleure actrice pour Erin Brockovich, seule contre tous
- 2001 : Blockbuster Entertainment Awards de la meilleure actrice pour Erin Brockovich, seule contre tous
- 2001 : Critic's Choice Movie Awards de la meilleure actrice pour Erin Brockovich, seule contre tous
- 2001 : London Film Critics Circle de la meilleure actrice pour Erin Brockovich, seule contre tous
- 2001 : Screen Actors Guild Awards de la meilleure actrice pour Erin Brockovich, seule contre tous
- 2001 : People's Choice Awards : Actrice de film préférée
- 2002 : People's Choice Awards : Actrice de film préférée
- 2003 : People's Choice Awards : Actrice de film préférée
- 2004 : People's Choice Awards : Actrice de film préférée
- 2004 : National Board of Review de la meilleure actrice pour Closer, entre adultes consentants (partagé avec Jude Law, Clive Owen et Natalie Portman)
- 2005 : People's Choice Awards : Vedette de cinéma féminine préférée
- 2007 : American Cinematheque Awards lors des American Cinematheque Gala Tribute
- 2011 : Board of the Governors Awards lors de American Society of Cinematographers
- César 2025 : César d'honneur[23]

### Nominations

#### Oscars
- 1990 : Oscar de la meilleure actrice dans un second rôle pour Potins de femmes
- 1991 : Oscar de la meilleure actrice pour Pretty Woman
- 2014 : Oscar de la meilleure actrice dans un second rôle pour Un été à Osage County

#### Golden Globes
- 1998 : Golden Globe de la meilleure actrice dans un film musical ou une comédie pour Le Mariage de mon meilleur ami
- 2000 : Golden Globe de la meilleure actrice dans un film musical ou une comédie pour Coup de foudre à Notting Hill
- 2008 : Golden Globe de la meilleure actrice dans un second rôle pour La Guerre selon Charlie Wilson
- 2019 : Golden Globes : Meilleure actrice dans une série télévisée dramatique pour Homecoming
- Golden Globes 2023 : Meilleure actrice dans une mini-série ou un téléfilm pour Gaslit

#### BAFTAs
- 1991 : BAFTA Awards de la meilleure actrice pour Pretty Woman
- 2014 : British Academy Film Award de la meilleure actrice dans un second rôle pour Un été à Osage County

#### Autres
- 1989 : Independent Spirit Awards de la meilleure actrice pour Mystic Pizza
- 1991 : Academy of Science Fiction, Fantasy & Horror Films de la meilleure actrice pour L'Expérience interdite
- 1992 : Academy of Science Fiction, Fantasy & Horror Films de la meilleure actrice pour Les Nuits avec mon ennemi
- 1992 : MTV Movie Awards de la meilleure actrice pour Le Choix d'aimer
- 1992 : MTV Movie Awards de l'actrice la plus désirable pour Le Choix d'aimer
- 1994 : MTV Movie Awards de la meilleure actrice pour L'affaire Pélican
- 1998 : MTV Movie Awards de la meilleure actrice pour Le Mariage de mon meilleur ami
- 1998 : Golden Satellite Awards de la meilleure actrice pour Le Mariage de mon meilleur ami
- 1999 : Emmy Awards de la meilleure actrice pour New York, police judiciaire
- 1999 : Nickelodeon Kids' Choice Awards du meilleur duo pour Ma meilleure ennemie
- 2000 : Nickelodeon Kids' Choice Awards de la meilleure actrice pour Coup de foudre à Notting Hill (partagé avec Hugh Grant)
- 2000 : MTV Movie Awards de la meilleure actrice pour Just Married (ou presque)
- 2000 : Blockbuster Entertainment Awards de la meilleure actrice pour Coup de foudre à Notting Hill
- 2000 : Blockbuster Entertainment Awards de la meilleure actrice pour Just Married (ou presque)
- 2000 : Csapnivalo Awards de la meilleure actrice pour Just Married (ou presque)
- 2000 : Las Vegas Film Critics Society Awards de la meilleure actrice pour Erin Brockovich, seule contre tous
- 2000 : Chicago Film Critics Association de la meilleure actrice pour Erin Brockovich, seule contre tous
- 2000 : Golden Satellite Awards de la meilleure actrice pour Coup de foudre à Notting Hill
- 2001 : Golden Satellite Awards de la meilleure actrice pour Erin Brockovich, seule contre tous
- 2001 : Online Film Critics Society Awards de la meilleure actrice pour Erin Brockovich, seule contre tous
- 2001 : Empire Award de la meilleure actrice pour Erin Brockovich, seule contre tous
- 2005 : Broadcast Film Critics Association Awards de la meilleure actrice pour Closer, entre adultes consentants (partagé avec Jude Law, Clive Owen et Natalie Portman)
- 2005 : Broadcast Film Critics Association Awards de la meilleure actrice pour Ocean's Twelve (partagé avec Don Cheadle, George Clooney et Matt Damon)
- 2007 : Nommée au Nickelodeon Kids' Choice Awards de la meilleure voix pour Lucas, fourmi malgré lui
- 2011 : People's Choice Awards : Actrice de film de comédie préférée
- 2012 : People's Choice Awards : Actrice de film de comédie préférée
- 2014 : Golden Globe de la meilleure actrice dans un second rôle pour Un été à Osage County
- 2014 : Screen Actors Guild Award de la meilleure actrice dans un second rôle pour Un été à Osage County
- 2017 : People's Choice Awards : Actrice dramatique préférée

## Voix françaises
En France, Céline Monsarrat est la voix française régulière de Julia Roberts, (41 films, séries et documentaires compris). Frédérique Tirmont et Martine Irzenski l'ont également doublée respectivement à trois (dans L'Expérience interdite, Les Nuits avec mon ennemi et Le Choix d'aimer) et deux reprises (dans Deux flics à Miami et Potins de femmes) à ses débuts. Enfin, Micky Sébastian lui a prêté sa voix une fois pour Les Complices en 1994, tout comme Anne Rondeleux pour L'Affaire Pélican un an plus tôt, en 1993.
Au Québec, elle a été régulièrement doublée par Claudie Verdant dans les années 1990 et 2000. À partir des années 2010, Marie-Andrée Corneille lui succède et devient la voix québécoise régulière de l'actrice. Aussi, Mélanie Laberge et Nathalie Coupal l'ont doublée à cinq et trois reprises.

## Anecdotes
La famille de Martin Luther King a payé la facture de la maternité, à sa naissance. 
L'affiche du film Pretty Woman est une photographie retouchée : les producteurs ont superposé la tête de Julia Roberts et le corps du top-modèle Michelle Shelley, qui lui sert aussi de « doublure de corps » dans quelques scènes du film,. 
En 2017, le magazine américain People a élu pour la cinquième fois Julia Roberts plus belle femme du monde.
Julia Roberts ne devrait pas s’appeler Roberts, mais Mitchell ; ce qu’elle a découvert à la suite d'une étude généalogique et d'un test ADN. Ils démontre notamment que son arrière-arrière-grand-mère a donné naissance à son arrière-grand-père quelques années après la mort de son mari, Willis Roberts.